# 尹约 (作词人)
尹约，中国大陆作词人、制作人、高晓松主持的知名脱口秀节目《晓说》的主编。凭借首次担任制作人为周深制作的专辑《深的深》中的主打歌《蓝色降落伞》，尹约荣获了第25届东方风云榜最佳作词。代表作《默》、《蓝色降落伞》、《大鱼》、《风清扬》、《玫瑰与小鹿》等。2019年10月17日，尹约登上了福布斯中国2019年度30岁以下精英榜音乐行业榜单。

## 生平
尹约自美国毕业后加入高晓松《晓说》节目做文案，这是她的第一份正式工作。在2019年初接受福布斯中国特别专访的时候，尹约说这份工作对她来说“既是挑战也是收获”，对于她日后作词的审美和风格也都产生了很大影响。2015年起，尹约成为了《晓说》的主编。
在高晓松的鼓励下，尹约开始了歌词创作之路。从2014年至今，尹约先后为那英、周深、谭维维、梁博、华晨宇、老狼、王菲、马云、王凯、萧敬腾、萨顶顶、陈思诚、吉克隽逸、黄龄、关喆、李治廷、曲婉婷、黄晓明、张信哲、金志文、李宇春等知名歌手和演员演唱的歌曲写过歌词。魔镜歌词网所收录尹约所作的歌词，截至2019年4月18日共32首。中国曲谱网也收录了尹约作词的部分歌曲的曲谱，并附有曲谱和歌词。
2019年3月26日，太合音乐集团正式宣布作词人尹约加盟旗下大石音乐版权。太合音乐集团总裁暨首席执行官徐毅表示：“尹约是近年业界炙手可热的创作新贵，作品成绩斐然，感谢尹约对于大石音乐版权的信任。”
2019年5月2日，哈佛大学费正清中心举办“华语流行音乐四十年”论坛，并邀请罗大佑、高晓松、方文山、尹约作为代表发表演讲。尹约作为80后词作代表，在论坛上发言并展示了《默》、《大鱼》、《昨天涯》和《影》四首作品。
2020年，尹约为周深参加湖南卫视音乐竞技节目《歌手·当打之年》担任人声指导。
尹约是她自己取的笔名，是「音乐」的谐音。

## 制作的专辑
《深的深》（周深）
2017年11月6日，尹约首次担任制作人、高晓松监制、并与钱雷共同创作，用了三年时间精心打磨的周深演唱的首张个人专辑《深的深》发行。专辑共收录了十首歌，其中《大鱼》、《玫瑰与小鹿》和《蓝色降落伞》获得了十四项大奖。尹约本人于2018年3月26日，凭借这张专辑的主打歌《蓝色降落伞》获得第25届东方风云榜最佳作词奖项。《深的深》获得四川岷江排行榜2017年度内地十大专辑、2020年京东图书年度榜单IP文娱商品榜TOP4，并入围2017爱奇艺娱乐小红花榜年度专辑和中国歌曲TOP排行榜2018年度奖项。
《3811》（谭维维）
2020年12月11日，由高晓松、尹约等担任制作人的谭维维专辑《3811》正式上线。尹约为这张专辑的五首歌填词，其中《小娟（化名）》一上线就受到纽约时报等国内外各大主流媒体的广泛讨论及报道。有人评论道：「没想到，在这个摇滚都被娱乐驯化到温顺如羊的年代里，会有这样一群女性站出来向社会掷出她们的铿锵之声。」汕头大学女性研究中心的冯媛教授说，“它引起了很多人的共鸣，也让很多人产生不适感”、“她把这些极端的故事摆在你面前，你无法回避它们，你必须直视它们”。2021年5月，谭维维凭借这张专辑入围第32屆金曲獎最佳華語女歌手獎。

## 本人获奖
| 年份 | 颁奖典礼/机构    | 奖项                   | 结果 | 获奖人       |
| ---- | ---------------- | ---------------------- | ---- | ------------ |
| 2018 | 第23届东方风云榜 | 最佳作词《蓝色降落伞》 | 獲獎 | 高晓松、尹约 |
| 2019 | 2019福布斯中国   | 30位30岁以下精英榜     | 獲獎 | 尹约         |

## 作品获奖
| 发行时间   | 歌曲 演唱者               | 贡献           | 奖项                                                 | 结果    |
| ---------- | ------------------------- | -------------- | ---------------------------------------------------- | ------- |
| 2015-04-19 | 《默》 那英               | 作词           | 全球流行音乐金榜 2015上半年度20大金曲奖              | 獲獎    |
| 2015-04-19 | 《默》 那英               | 作词           | 第23届东方风云榜 十大金曲                            | 獲獎    |
| 2015-04-19 | 《默》 那英               | 作词           | “1978新时代电影电视节”“改革开放40年全国十佳影视金曲” | 提名    |
| 2015-08-08 | 《玫瑰与小鹿》 周深       | 作词、制作     | 亚洲新歌榜年度十大金曲                               | 獲獎    |
| 2016-05-20 | 《大鱼》 周深             | 作词、制作     | 亚洲新歌榜年度十大金曲                               | 獲獎    |
| 2016-05-20 | 《大鱼》 周深             | 作词、制作     | 音乐先锋榜年度内地十大先锋金曲                       | 獲獎    |
| 2016-05-20 | 《大鱼》 周深             | 作词、制作     | 音乐先锋榜最佳作曲                                   | 獲獎    |
| 2016-05-20 | 《大鱼》 周深             | 作词、制作     | 第七届牛耳奖年度金曲                                 | 獲獎    |
| 2016-05-20 | 《大鱼》 周深             | 作词、制作     | 第24届东方风云榜年度十大金曲                         | 獲獎    |
| 2016-05-20 | 《大鱼》 周深             | 作词、制作     | 第24届东方风云榜最佳作曲                             | 獲獎    |
| 2016-05-20 | 《大鱼》 周深             | 作词、制作     | 音乐风云榜年度最佳电影歌曲                           | 獲獎    |
| 2016-05-20 | 《大鱼》 周深             | 作词、制作     | 第22届全球华语榜中榜宝声音乐最受欢迎卡拉OK MV        | 獲獎    |
| 2016-05-20 | 《大鱼》 周深             | 作词、制作     | 第22届全球华语榜中榜Channel V最佳现场演绎            | 獲獎    |
| 2016-05-20 | 《大鱼》 周深             | 作词、制作     | "鸟巢"国风极乐夜最佳国风新锐唱法奖                   | 獲獎    |
| 2017-02-10 | 《回声》 周深             | 作词           | 岷江排行榜2017年度十大影视金曲                       | 獲獎    |
| 2017-10-27 | 《蓝色降落伞》 周深       | 共同作词、制作 | 第23届东方风云榜最佳作词                             | 獲獎    |
| 2017-10-27 | 《蓝色降落伞》 周深       | 共同作词、制作 | 全球华人歌曲排行榜年度金曲                           | 獲獎    |
| 2017-11-06 | 《深的深》（专辑） 周深   | 共同作词、制作 | 岷江排行榜2017年度内地十大专辑                       | 獲獎    |
| 2017-11-06 | 《深的深》（专辑） 周深   | 共同作词、制作 | 2017爱奇艺娱乐小红花榜年度专辑                       | 入圍    |
| 2017-11-06 | 《深的深》（专辑） 周深   | 共同作词、制作 | 2018年度中国歌曲TOP排行榜                            | 入圍    |
| 2017-11-06 | 《深的深》（专辑） 周深   | 共同作词、制作 | 2020年京东图书年度榜单IP文娱商品榜TOP10              | 位列第4 |
| 2019-11-08 | 《愿得一心人》 周深       | 作词、制作     | QQ音乐2019巅峰榜年终榜单十大影视单曲                 | 獲獎    |
| 2020-04-10 | 《自己按门铃自己听》 周深 | 共同作词       | 2020新浪文娱风云盛典十大音乐作品                     | 獲獎    |

## 歌曲列表
| 发行时间   | 歌曲名称                    | 贡献       | 歌曲说明                                                                         | 备注   |
| ---------- | --------------------------- | ---------- | -------------------------------------------------------------------------------- | ------ |
| 2014-09-24 | 九月鹰飞                    | 作词       | 与高晓松共同作词；电影《北回归线》主题曲，演唱：黄龄、李治廷                     | [ 48 ] |
| 2015-04-15 | 何以笙箫默                  | 作词       | 与高晓松共同作词；电影《何以笙箫默》插曲，演唱：黄晓明                           | [ 49 ] |
| 2015-04-19 | 默                          | 作词       | 电影《何以笙箫默》主题曲，演唱：那英，后被周杰伦翻唱过                           | [ 23 ] |
| 2015-07-01 | 向死而生                    | 作词       | 《筑梦者之李开复向死而生》主题曲，演唱：吉克隽逸                                 |        |
| 2015-08-08 | 玫瑰与小鹿                  | 作词、制作 | 先以单曲发行，后收入专辑《深的深》中，演唱：周深                                 | [ 50 ] |
| 2015-11-20 | 大名顶顶                    | 作词       | 收入专辑《庄周梦蝶集》中，演唱：萨顶顶                                           |        |
| 2016-01-15 | 我的大学                    | 作词       | 音乐网剧《睡在我上铺的兄弟》主题曲，演唱：萧敬腾                                 |        |
| 2016-03-08 | 横冲直撞                    | 作词       | 电影《睡在我上铺的兄弟》插曲，演唱：华晨宇                                       | [ 51 ] |
| 2016-05-18 | Take My Hand                | 作词       | 《X-战警：天启》中国区宣传曲，演唱：谭维维                                       |        |
| 2016-05-20 | 大鱼                        | 作词、制作 | 动画电影《大鱼海棠》印象曲，后收入专辑《深的深》中，演唱：周深，后被莫文蔚翻唱过 |        |
| 2016-07-10 | 相爱恨早                    | 作词       | 《致青春 (电视剧)》片尾曲，演唱：那英                                            |        |
| 2016-07-18 | 最好的安排                  | 作词       | 与曲婉婷共同作词，演唱：曲婉婷                                                   |        |
| 2016-08-03 | To Be Free                  | 填词       | 电影《勇士之门》的宣传曲，后收录于华晨宇第三张专辑，演唱：华晨宇                 |        |
| 2016-08-05 | 盛女时代                    | 作词       | 收录于EP《夏长》中，演唱：谭维维                                                 |        |
| 2016-08    | 无问                        | 作词       | 电影《盗墓笔记》）主题曲，演唱：谭维维                                           | [ 52 ] |
| 2016-10-25 | 你                          | 作词、制作 | 先以单曲发行，后收入制作的专辑《深的深》中，演唱：周深                           |        |
| 2017-02-06 | 那片星空那片海              | 作词       | 电视剧《那片星空那片海》片头曲，演唱：金志文                                     |        |
| 2017-02-10 | 回声                        | 作词       | 电视剧《那片星空那片海》片尾曲，演唱：周深                                       |        |
| 2017-02-14 | 夏夜星空海                  | 作词       | 电视剧《那片星空那片海》主题曲，演唱：张信哲                                     |        |
| 2017-05-04 | 失眠书                      | 作词       | 收录于EP《春生》，演唱：谭维维                                                   |        |
| 2017-05-04 | 昨天涯---献给布宜诺斯艾利斯 | 作词       | 收录于EP《春生》，演唱：谭维维                                                   |        |
| 2017-05-18 | 为了爱的人                  | 作词       | 电视剧《卧底归来》片尾曲，演唱：谭维维                                           |        |
| 2017-10-27 | 蓝色降落伞                  | 作词、制作 | 与高晓松共同作词；获第25届东方风云榜最佳作词；专辑《深的深》主打歌，演唱：周深   |        |
| 2017-11-02 | 浅浅                        | 作词、制作 | 制作的专辑《深的深》中的一首歌，演唱：周深                                       |        |
| 2017-11-06 | 哥哥                        | 作词、制作 | 制作的专辑《深的深》中的一首歌，演唱：周深                                       |        |
| 2017-11-06 | 迎刃                        | 作词、制作 | 制作的专辑《深的深》中的一首歌，演唱：周深                                       |        |
| 2017-11-06 | 风景                        | 制作       | 制作的专辑《深的深》中的一首歌；由高晓松作词作曲，演唱：周深                     |        |
| 2017-11-06 | 白墙                        | 作词、制作 | 制作的专辑《深的深》中的一首歌，演唱：周深                                       |        |
| 2017-11-06 | 一缕执念                    | 作词、制作 | 与高晓松共同作词；制作的专辑《深的深》中的一首歌，演唱：周深                     |        |
| 2017-11-11 | 风清扬                      | 作词       | 电影《功守道》主题曲，演唱：王菲、马云                                           |        |
| 2017-11-20 | Yet Not A Touch             | 作词       | 电影《假如王子睡着了》插曲，演唱：关喆                                           |        |
| 2017-12    | 一眼白头                    | 作词       | 演唱：范冰冰、高云翔                                                             | [ 53 ] |
| 2018-01-10 | 往事流弹                    | 作词       | 电影《英雄本色2018》推广曲，演唱：王凯                                           |        |
| 2018-04-13 | 上海往事                    | 作词       | 《远大前程 (电视剧)》片头曲，演唱：陈思诚                                        |        |
| 2018-09-06 | 影                          | 作词       | 张艺谋的电影《影》的同名主题曲，演唱：谭维维、梁博                               |        |
| 2019-02-05 | 飞驰的人生                  | 作词       | 韩寒的电影《飞驰人生》的插曲，演唱：老狼                                         |        |
|            | 南海之歌                    | 作词       | 在2019年首届海洋风主题歌曲作品展演音乐会上，由三沙守岛战士李宗霖演唱             |        |
| 2019-10-15 | 野望                        | 作词       | 李安的电影《双子杀手》的主题曲，演唱：李宇春                                     |        |
| 2019-11-08 | 愿得一心人                  | 作词、制作 | 电视剧《鹤唳华亭》的主题曲，演唱：周深                                           | [ 54 ] |
| 2019-11-08 | 鹤·焰                       | 作词、作曲 | 电视剧《鹤唳华亭》的片尾曲，演唱：萨顶顶                                         | [ 55 ] |
| 2020-04-08 | 章存仙                      | 作词       | 专辑《3811》中的一首歌，演唱：谭维维                                             |        |
| 2020-04-10 | 自己按门铃自己听            | 作词       | 与高晓松共同作词，周深在《歌手·当打之年》现场演唱                                | [ 56 ] |
| 2020-07-08 | 阿果                        | 作词       | 专辑《3811》中的一首歌，演唱：谭维维                                             |        |
| 2020-08-04 | 剑歌行                      | 作词       | 游戏《剑侠情缘2：剑歌行》同名主题曲，演唱：毛不易                                |        |
| 2020-08-11 | 苏州河                      | 作词       | 电影《八佰》片尾曲，演唱：Andrea Bocelli、那英                                   |        |
| 2020-08-18 | 鱼玄机                      | 作词       | 专辑《3811》中的一首歌，演唱：谭维维、魏如萱                                     |        |
| 2020-10-12 | 吴春芳                      | 作词       | 专辑《3811》中的一首歌，演唱：谭维维                                             |        |
| 2020-12-11 | 小娟（化名）                | 作词       | 专辑《3811》中的一首歌，演唱：谭维维                                             |        |
| 2021-01-22 | 归处                        | 作词       | 电影《侍神令》的主题曲，演唱：周深                                               | [ 57 ] |
| 2021-04-13 | 默片                        | 作词       | 专辑《迷》中的一首歌，演唱：蔡徐坤                                               |        |
| 2021-04-13 | 感受她                      | 作词       | 专辑《迷》中的一首歌，演唱：蔡徐坤                                               |        |
| 2021-12-30 | 廿                          | 作词       | 个人单曲，演唱：王一博                                                           |        |
| 2024-05-19 | 重启                        | 作词       | 专辑《反深代词》中的一首歌曲，演唱：周深                                         | [ 58 ] |
| 2024-05-19 | 警报                        | 作词       | 专辑《反深代词》中的一首歌曲，演唱：周深                                         | [ 58 ] |
| 2024-09-08 | 请我不改                    | 作词       | 专辑《反深代词》中的一首歌曲，演唱：周深                                         | [ 58 ] |